# إير بي إن بي
إير بي إن بي (بالإنجليزية: Airbnb)‏ هو موقع يتيح للأشخاص تأجير واستئجار أماكن سكن. يحتوي الموقع على أكثر من 800 ألف إعلان موزعة على 33 ألف مدينة في 192 دولة. تأسس الموقع في أغسطس 2008 ويقع مكتبه الرئيسي في سان فرانسيسكو، كاليفورنيا.
يقوم المضيف بإنشاء صفحة تعريفية خاصة به، وصفحة تعريفية خاصة بالمكان الذي يؤجره تحتوي أيضا على توصيات من أشخاص آخرين ومراجعات من نزلاء المكان وتقييم للمكان، كما يكون بإمكان المضيف التواصل مع النزلاء عبر نظام مراسلة خاص.
في مارس 2015 وصلت القيمة التقريبية للشركة لحوالي 20 بليون دولار أمريكي، وهي لا تزال شركة خاصة ممولة.

## التاريخ

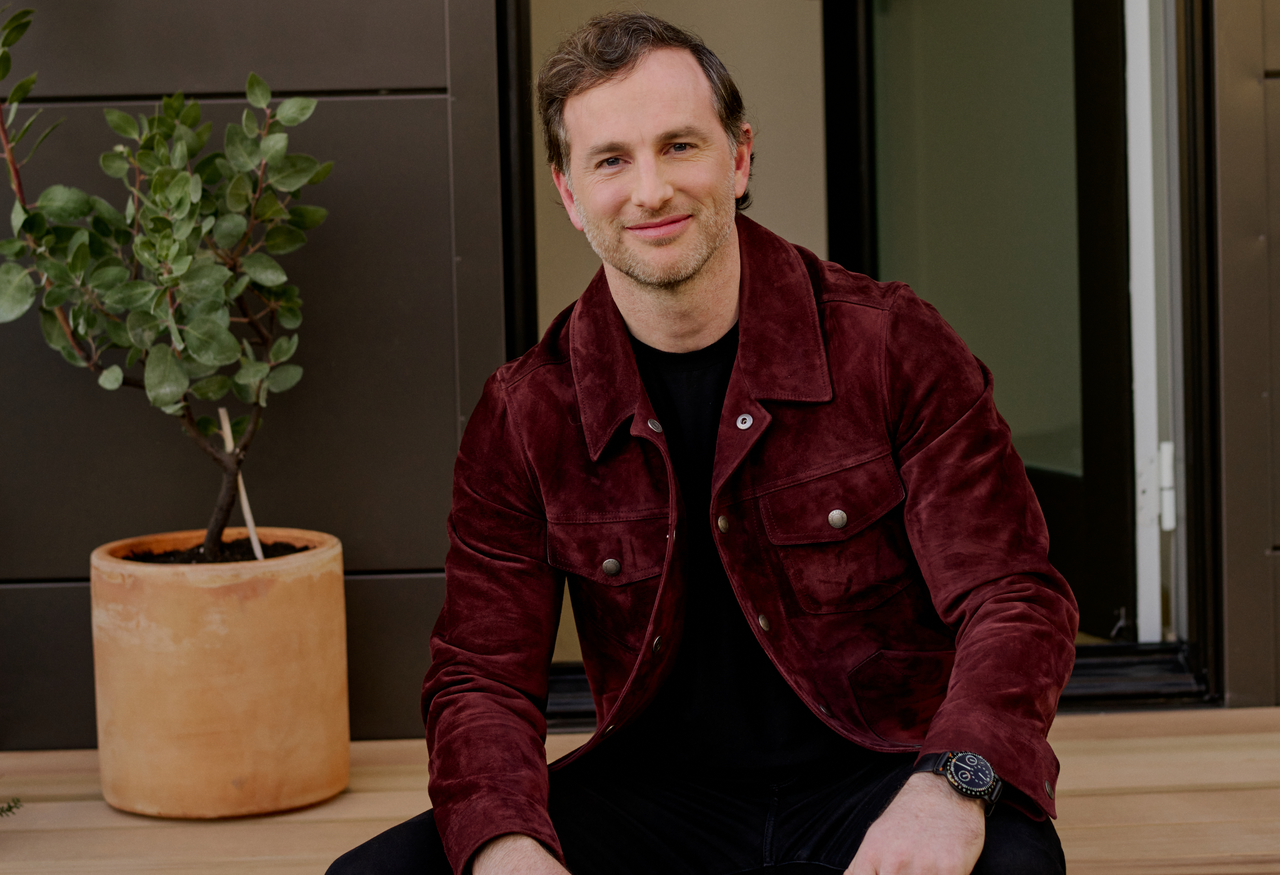
جو جيبيا مؤسس مشارك إير بي إن بي

بعد فترة قصيرة من الانتقال إلى سان فرانسيسكو في أكتوبر 2007، كان بريان تشيسكي وجو جيبيا يكافحون لدفع أقساط شقتهم، قبل أن يتوصلوا إلى فكرة غيرت حياتهما في عام 2007. ولكي يجمعوا المال اللازم لسداد أقساط شقتهما، قام برايان تشيسكي وناثان بليكارسزيك وجو جيبيا بشراء بعض أسرة نوم بلاستيكية تنفخ بالهواء، وكان أول المستأجرين ثلاثة ضيوف هم سائح هندي عمره 30 عاما، وسيدة من بوسطن، وأميركي من ولاية يوتا، ودفعوا كلهم 80 دولارا في الليلة الواحدة. وكانت تلك النقود هي أول ما تحصل عليه الشركة الناشئة التي أصبح اسمها إير بيد أند بريكفاست حيث أرست جذورها في العام التالي.
لكن الأمور لم تسر بالسهولة التي خططوا لها، وكانوا بحاجة ماسة للتمويل للتعريف بالشركة الناشئة، ففي صيف 2008، كان المؤسسون قد أنهوا النسخة النهائية من موقع إير بيد أند بريكفاست وذهبوا للقاء المستثمرين. لكن المستثمرين لم يقتنعوا بالفكرة التي طرحوها على 15 منهم. حيث رفضها 8 وتجاهلها 7 مستثمرين تجاهلا تاما.
في المؤتمر الوطني للحزب الديموقراطي لعام 2008، حاول الثلاثي صنع حبوب إفطار على شكل المرشحين في هذه الفترة باراك أوباما وجون ماكين، واستعانوا بحبوب إفطار عادية وصنع لها عُلب خاصة على شكل كل مرشح منهم. تم إنتاج العلب وإرسال بريد إلكتروني للصحافة التي أعلنت عن الفكرة وتم بيع جميع العلب التي تحمل تصميم أوباما وبعض العلب التي تحمل تصميم جون ماكين، وبمجرد إنهاء البيع مقابل 40 دولارًا لكل صندوق، كانت الإيرادات 30 ألف دولار وخرجت الشركة من الديون.
عندما أطلع جيبيا، بول غراهام مؤسس واي كومبيناتور، على مشروعهم، أبدى غراهام إعجابه بالموقع، وقدم لهم تمويل أولي قيمته 20 ألف دولار مع خصوع المؤسسين للتدريب وحصول واي كومبيناتور على نسبة ضئيلة من أسهم الشركة. في سنة 2009 واجهت الشركة خطر الإفلاس حيث انخفضت المداخيل إلى 200 دولار للأسبوع، الربح الذي لا يمكن توفير معيشة المؤسسين الثلاثة والموظفين. وبعد أن تم تحليل الموقع تبين أن المشكلة كانت في أن التقاط الصور يتم من طرف أصحاب المنازل أو الشقق، بالتالي أغلبها يكون باهتا وغير قابل للعرض. فسارعت الشركة بإعادة تصوير الأماكن وتبديل الصور بصور أعلى دقة، ففي نهاية الأمر ستؤدي هذه الخطوة إلى تصوير وزيارة شخصية لكل الشقق المعروضة في الموقع والتي تنتمي لمدينة نيويورك الأميركية.
في مارس 2009، ألغت الشركة أخيرا اسم إير بيد أند بريكفاست وبسطته إلى إير بي إن بي لتتحول الشركة من مجرد استأجر سرير أو غرفة في أحد المنازل إلى تأجير كافة العقارات بمختلف أنواعها وصولاً إلى تأجير اليخوت والبواخر. وفي شهر أبريل 2009، حصلت شركة اير بي ان بي أخيرا على استثمار بقيمة 60 ألف دولار من سكويا كابيتال.

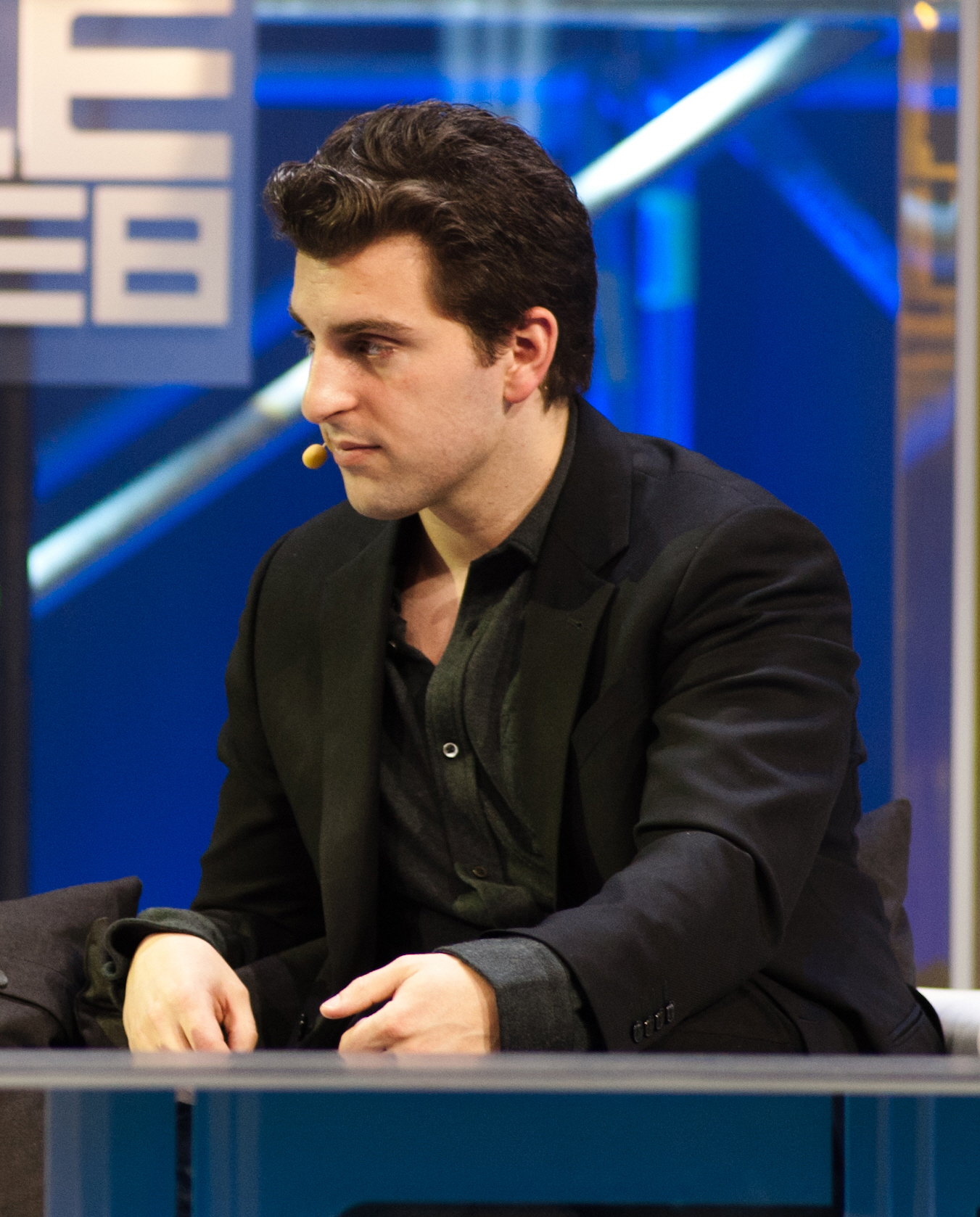
بريان تشيسكي مؤسس مشارك إير بي إن بي

في عام 2010 حصلت الشركة على تمويل جديد بقيمة 7.2 مليون دولار في الوقت الذي وصلت فيه عدد الحجزات عبر الموقع إلى 700 ألف حجز لتحقق الشركة نمو هائل جذب العديد من الاستثمارات لاحقاً بقيمة 112 مليون دولار مما قفز بقيمة الشركة إلى أكثر من مليار دولار.
بحلول عام 2011، أصبح للشركة وجودا في 89 دولة وبلغت الحجوزات على المنصة مليون حجزاً. كما فازت أخيرا بجائزة تطبيقات الهاتف المحمول المتميزة في مؤتمر SXSW، وهو نجاح حاسم بعد الإطلاق للموقع في عام 2008.
في أكتوبر 2013، كانت الشركة قد خدمت 9.000.000 ضيف منذ تأسيسها في أغسطس 2008. تمت إضافة ما يقرب من 250000 عقار في عام 2013.
في سبتمبر 2016، تمكنت الشركة من جمع 555 مليون دولار أمريكي، كجزء من جولة تمويلية تبلغ قيمتها 850 مليون دولار. وكان المستثمرون يقدرون قيمة الشركة في يونيو 2015 بـ 25 مليار دولار. كما استخدم موقع الشركة 60 مليون شخص، ويعرض نحو مليوني منزل وشقة في أكثر من 190 بلداً.
وبين عامي 2016 و 2018 ارتفع التقييم الخاص للشركة إلى 31 مليار دولار، وأصبح لدى الموقع مؤجرين في أكثر من 34 ألف مدينة.
خلال جائحة كورونا، عانت الشركة من انخفاض كبير في الحجوزات، قُدّر بما بين 41٪ و 96٪. ردا على ذلك، خفضت الشركة تقييمها الداخلي من 31 مليار دولار إلى 26 مليار دولار. في 30 مارس، كتب المدير التنفيذي بريان تشيسكي خطابًا إلى المضيفين، تعهد فيه بمبلغ 250 مليون دولار كتعويض لإلغاء الضيوف حجوزاتهم. في 5 مايو 2020، أرسل بريان تشيسكي مذكرة إلى جميع الموظفين أعلن فيها أن الشركة ستسرح ما يقرب من 1900 موظف، أو حوالي 25٪ من قوتها العاملة في الأمريكتين وأوروبا وآسيا بسبب جائحة كورونا.
في 20 أغسطس 2020 أعلنت شركة إير بي إن بي عن تقديم أوراقها في إطار عملية الاكتتاب العام الأولي في الأسواق الأمريكية.

## التوسع الدولي

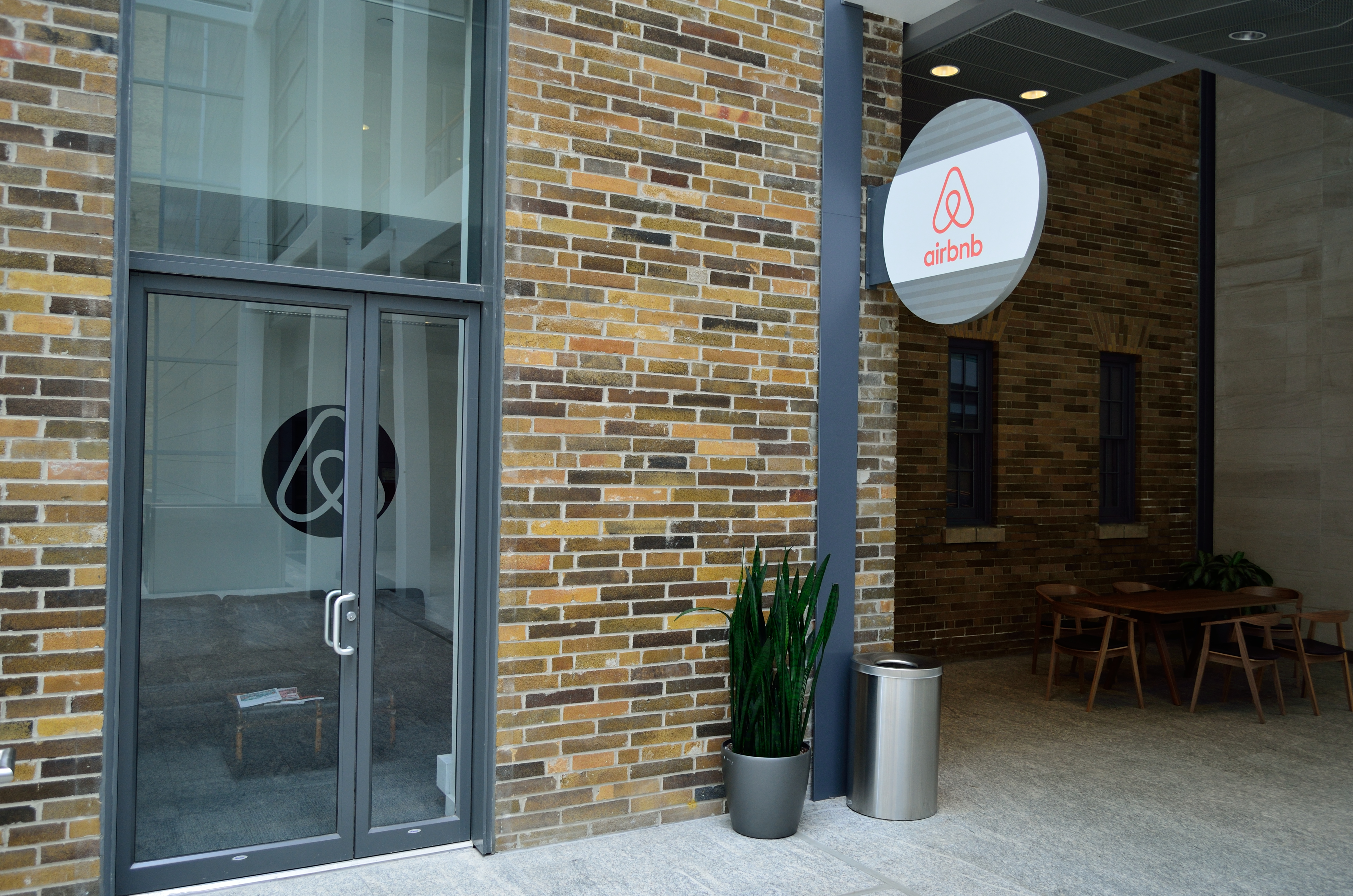
مكتب إير بي إن بي في تورنتو

في مايو 2011، استحوذت إير بي إن بي على أحد منافسيها الألمان، أكوليو. أدى الاستحواذ إلى إنشاء أول مكتب دولي للشركة في هامبورغ. في أكتوبر 2011، أنشأت الشركة مكتبًا دوليًا ثانيًا في لندن. في بداية عام 2012، نظرًا لنمو عدد المستخدمين الدوليين، افتتحت الشركة مكاتب في باريس وميلانو وبرشلونة وكوبنهاغن وموسكو وساو باولو. بالإضافة إلى المكاتب الموجودة في سان فرانسيسكو وبرلين. في سبتمبر 2013، أعلنت الشركة أنها ستؤسس مقرها الأوروبي في دبلن. 
في نوفمبر 2012، أعلن بريان تشيسكي أن الشركة ستركز على أستراليا، ثاني أكبر سوق بعد الولايات المتحدة. لذلك افتتحت الشركة مكتبها الحادي عشر في سيدني. يمثل المستهلك الأسترالي عُشر قاعدة مستخدمي إير بي إن بي. اتجهت الشركة إلى السوق الآسيوية وافتتحت مقرًا جديدًا في سنغافورة. كان هدف الشركة هو الحصول على مليوني عقار إضافي في جميع أنحاء القارة وجذب المزيد من المسافرين الصينيين. توسعت الشركة بشكل أكبر في أبريل 2015 وفتحت مكتبًا في كوبا.
تعمل إير بي إن بي على توسيع خدماتها لتشمل المزيد من المدن من الدرجة الثانية والثالثة في الصين، حيث تتطلع الشركة إلى تكثيف جهود التوطين الخاصة بها وجذب عدد متزايد من السياح الصينيين من جيل الألفية الذين يتطلعون إلى جودة عالية السفر وقيمة الإقامة. أطلقت الشركة خدمة إير بي إن بي بلس في الصين والتي تحتوي علي مجموعة جديدة من المنازل عالية الجودة مع مضيفين يتمتعون بتعليقات رائعة ويهتمون بالتفاصيل. 

## المميزات
تعمل منصة إير بي إن بي على تعطيل نموذج الضيافة التقليدي، حيث يختار السياح العيش مع السكان المحليين بدلا من الإقامة في الفنادق. مع هذا الخيار الذي يمكنهم من توفير المال، هناك عامل جذب اضافي يتمثل في الخروج عن المسار السياحي المثقل والتواصل مع المجتمعات المحلية. تتميز ايضاً بنظام مراجعة يمكن من خلاله للضيوف والمضيفين تقييم بعضهم البعض بعد الإقامة. يتعذر على المضيفين والضيوف رؤية المراجعات حتى يقدم كلاهما مراجعة أو حتى يتم إغلاق نافذة المراجعة، وهو نظام يهدف إلى تحسين الدقة والموضوعية عن طريق إزالة المخاوف من أن المستخدمين سيحصلون على مراجعة سلبية انتقامية إذا كتبوا مراجعة. 
وتعمل اير بي ان بي على تحقيق معيار المصداقية أيضاً عبر توفير ميزة التأمين، وجَعل عمليات التواصل والدفع تتم حصراً عن طريق الموقع، كما يتيح برنامج محادثات خاص به تساعد المستخدم على التواصل مع المُضيف والاستفسار عن كل شي يتعلق بالسكن. ومن الإجراءات التي يفرضها اير بي ان بي على من يريد الإعلان على الموقع، هو أن يتضمن حساب المُعلن على صورة ورقم هاتف وعنواناً بريدياً، ورابط للحساب الخاص به على إحدى مواقع التواصل الاجتماعي. ويمنع موقع اير بي ان بي المُعلن أو المُضيف من استخدام آلية دفع غير التي يعتمدها الموقع، ويسمح الموقع للمستخدم باسترداد المال إذا منعه المُعلن من الدخول لصفحة العقار الذي تم حجزه، أو إذا كان السكن في الواقع مختلف عما تم عرضه على صفحة المُضيف، أو إذا لم يكن السكن آمن أو مؤهل للاستخدام.

## اللوائح والقوانين

### أوروبا
عدلت العديد من المدن الأوروبية مثل برشلونة وأمستردام وباريس والبندقية لوائح الإيجارات قصيرة الأجل لمعالجة الزيادة في تكلفة المعيشة للسكان المحليين، فضلاً عن الاضطرابات التي تسببها السياحة. في أيرلندا، تم إدخال قوانين تتطلب إجراء تغيير في إذن الإيجارات قصيرة الأجل، مما يقيد أصحاب العقارات بتأجير قصير الأجل لمدة أقصاها 90 يومًا في السنة للمساكن الأساسية وتتطلب تسجيل المساكن من قبل الملاك لدى السلطات المحلية. على الرغم من ذلك، تم تسجيل أقلية فقط من الملاك الذين يعرضون عقارات على إير بي إن بي بحلول نهاية عام 2019، مما أدى إلى دعوات لتطبيق أكثر صرامة.

### فرنسا
في يناير 2016، تم عرض أكثر من 50000 وحدة سكنية عبر الإنترنت على منصة إير بي إن بي في فرنسا. في الشهر نفسه، قامت الجمعية الوطنية الفرنسية بتعديل مشروع قانون الجمهورية الرقمية مع التعديل رقم 376، بإضافة مادة 23، والتي تعاقب بالسجن، والغرامات الباهظة، وحتى إخلاء المسكن لأي مستأجر يعرض وحدة سكنية على منصة مثل إير بي إن بي دون الحصول على إذن كتابي من مالكها.

### ألمانيا
في يناير 2014، قضت المحكمة الدستورية الألمانية بأن أن المستأجر ليس لديه إذن لتأجير مسكنه من على المنصات مثل إير بي إن بي دون موافقة مالكها، الذي يتحمل بعد ذلك جميع المخاطر. يأتي هذا القرار في سياق قضية بين مالك ومستأجره قامت بتأجير مسكنه دون تصريح لأكثر من عام إلى ما مجموعه 52 سائحًا. عند معرفة المالك ذلك، أنهي عقد الإيجار دون سابق إنذار لسوء المعاملة ثم تقدم بشكوى إلي المحكمة.
تطلب مدينة برلين من أصحاب العقارات الحصول على تصريح لتأجير مسكنهم بالكامل منذ 1 مايو 2016. يتعرض المخالفون لغرامة تصل إلى 100000 يورو.

### الولايات المتحدة
في الولايات المتحدة، فرضت واشنطن، ولوس أنجلوس، سانتا مونيكا وسان فرانسيسكو وتشارلستون ونيويورك قيودًا علي الإيجارات قصيرة الأجل. استفتاء نوفمبر 2019 اعتمد اللوائح خاصبة بالإيجارات قصيرة الأجل والتي تعتبر الأكثر صرامة في الولايات المتحدة والتي تسمح بـ 60 يوم إيجار فقط في السنة. 

### اليابان
في عام 2018، أنشأت اليابان لوائح جديدة بشأن مشاركة المنزل، والتي تتضمن تسجيل المضيفين والحد من عدد الأيام التي يمكن استئجار منزل فيها إلى 180 يومًا. 